# Koperblazer
Koperblazers zijn de bespelers van de zogenaamde koperblaasinstrumenten of koperen blaasinstrumenten, zoals de trompet, hoorn en trombone. De sectie van koperblazers in een orkest wordt ook wel aangeduid als het koper. In sommige kringen wordt het Engelse woord brass gebruikt. De koperen blaasinstrumenten onderscheiden zich van andere blaasinstrumenten doordat de toon wordt gemaakt met de gespannen lippen in een kuipmondstuk.

## Instrumenten
Instrumenten die in elk geval tot de koperblaasinstrumenten worden gerekend zijn:
- kornetten waaronder es-kornet
- hoorns, waaronder ook wagnertuba's
- saxhoorns, waaronder bugel, althoorn en bariton (let wel: niet de saxofoons, die tot de houtblazers worden gerekend)
- trombones waaronder de alt-, tenor-, bas-, en contrabastrombone
- trompetten, waaronder ook natuurtrompetten
- tuba's (zoals bastuba, eufonium en sousafoon)

Koperen blaasinstrumenten en hun voorlopers worden van oudsher als signaalinstrument gebruikt, bijvoorbeeld in het leger of bij de jacht. Sommige latere muziekvormen zijn hiervan afgeleid. In de wereld van de klassieke muziek spelen ze vooral een rol in het symfonieorkest. De meest voorkomende instrumenten in de kopersectie zijn klassieke hoorns, trompetten, trombones en tuba's. Er zijn ook solostukken voor koperblazers. Daarnaast vormen koperen blaasinstrumenten (waaronder ook de kornet en de saxhoorns) de kern van het fanfareorkest en de brassband. In veel jazzmuziek en in verschillende soorten amusementsmuziek speelt het koper eveneens een belangrijke rol.

## Materiaal
De meeste bekende 'koperen' blaasinstrumenten zijn van messing gemaakt, een legering die ook wel bekend staat als geelkoper. Ook andere metaalsoorten en kunststof komen voor. Essentieel voor indeling in deze groep is echter niet het materiaal waarvan het instrument is gemaakt, maar de wijze waarop de toon wordt gevormd. Een koperblazer vormt zelf de toon door de lippen te spannen en er lucht doorheen te persen (wat een soort "pfrrrt"-geluid geeft); de lippen worden daarbij tegen een mondstuk gehouden dat grofweg de vorm heeft van een trechter. Het mondstuk vangt de trillingen op waarna deze in de buis worden versterkt.
Op grond van dit criterium vallen ook verschillende instrumenten van hout of andere natuurlijke materialen (zoals hoorns van hoefdieren) in deze groep, bijvoorbeeld de serpent, de zink en de midwinterhoorn. Anderzijds worden sommige metalen blaasinstrumenten op grond van de speelwijze tot de 'houten' blaasinstrumenten gerekend, zoals de dwarsfluit en de saxofoon. In de musicologisch verantwoorde indeling van Hornbostel en Sachs wordt 'trompetten' als verzamelnaam gebruikt voor de hier besproken instrumenten.

## Plaats in een partituur
Hoewel de trompetten de hoogste instrumenten in deze groep zijn, worden in een partituur de hoorns altijd tussen de houtblazers en de koperblazers genoteerd (en derhalve onder de fagot en boven de trompet), omdat hun zeer boventoonrijke klank de beide instrumentgroepen qua klank verbindt.

## Scherp en zacht koper
Koperen blaasinstrumenten kunnen verder worden ingedeeld in 'zacht' en 'scherp' koper. Het 'zachte koper' heeft een zachtere, ronde klank. 'Scherp koper' heeft een scherpere, schellere klank. Het verschil in klank wordt veroorzaakt door een verschil in bouw van het instrument. Zachte koperen blaasinstrumenten bestaan uit een buis die steeds wijder wordt (conisch). Voorbeelden zijn de bugel, de eufonium en de tuba's. Scherpe koperen blaasinstrumenten bestaan uit een buis die tot aan de beker niet in diameter verandert (cilindrisch). Voorbeelden zijn de trombones en de trompetten. De hoorns en de kornetten behoren tot een derde groep, die zowel cilindrische als conische buis bevat. 

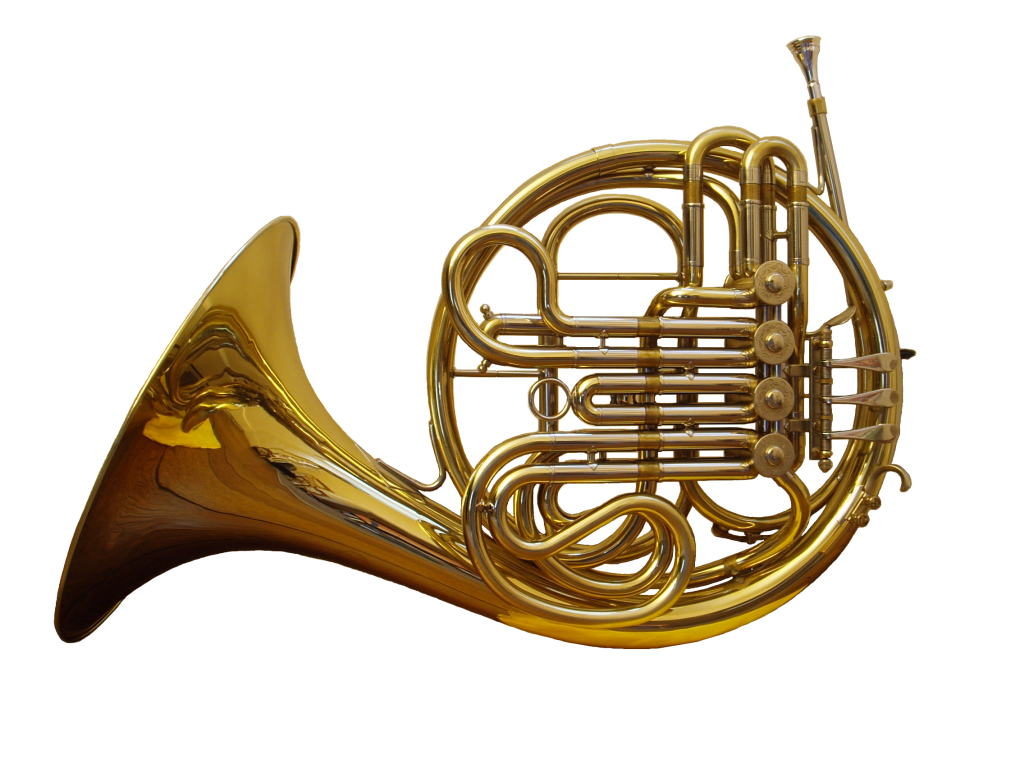
Hoorn
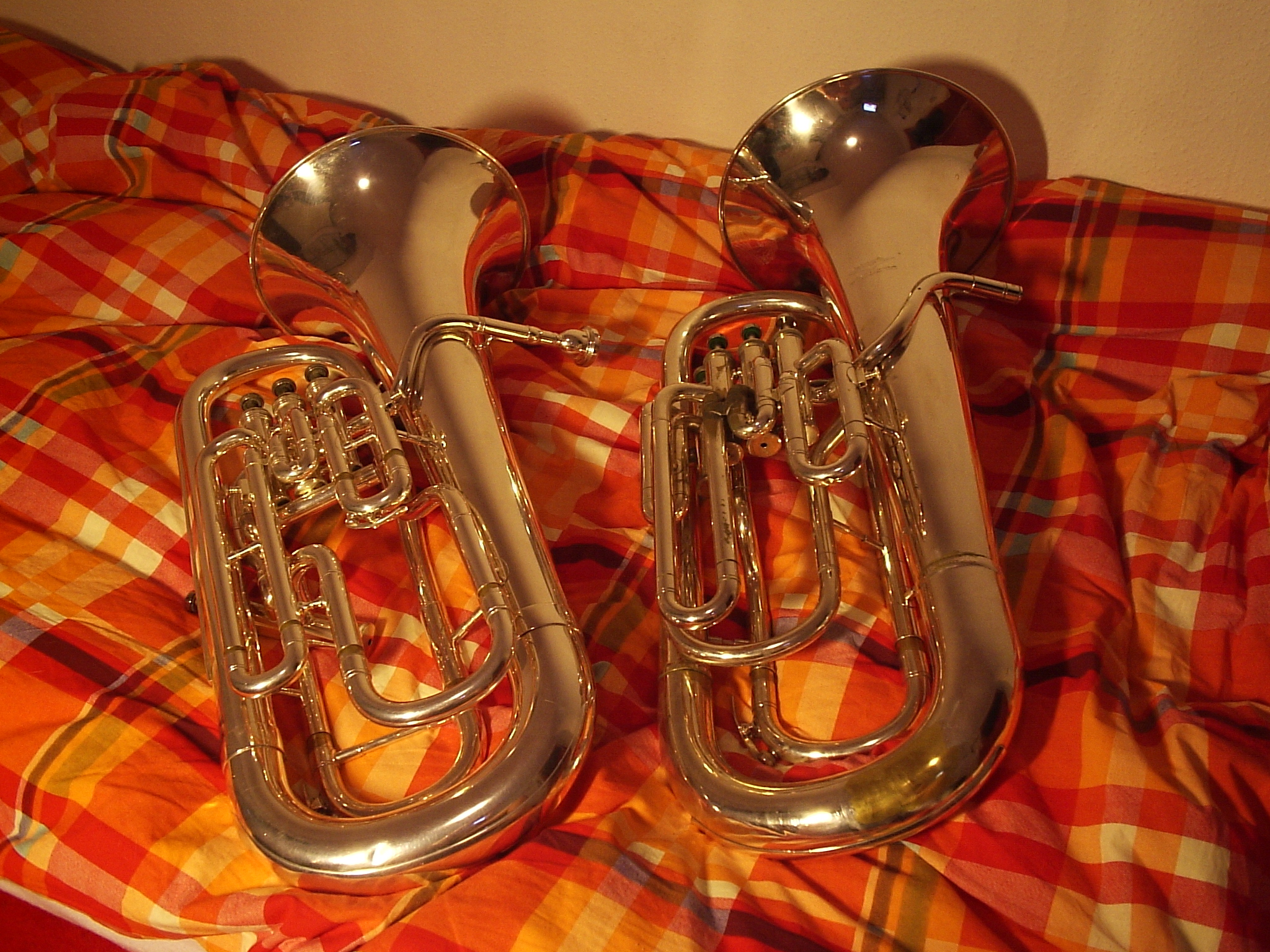
Eufonium
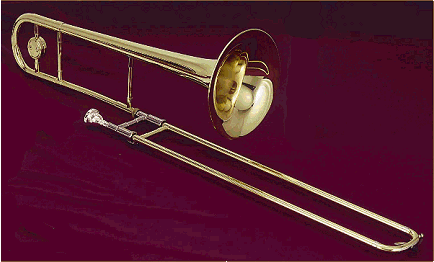
Trombone
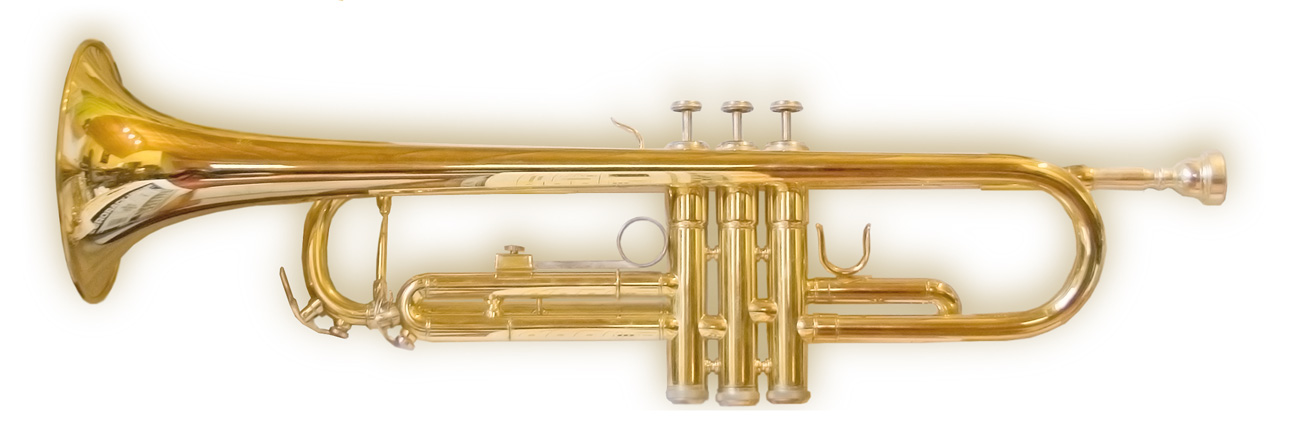
Trompet

## Andere indeling
Er is nog een andere indelingen voor de instrumenten: Klein koper-groot koper.
Hierbij wordt gekeken naar de grootte en dus ook het bereik van het instrument. De indeling wordt dan als volgt:
Klein koper:
- Trompet
- Bugel
- Kornet
- Alle variaties op bovenstaande instrumenten (dus: piccolotrompet, enz.)

Middengroep:
- Althoorn

Groot koper:
- Bariton
- Eufonium
- Trombone
- Bas/Tuba/Bastuba

In deze indeling zijn de trombone en de bariton verschoven van groep. De kornet is nu ondergebracht naar het klein koper, maar de (alt)hoorn is nog steeds een middengroep omdat ze een bereik hebben dat zowel dat van het groot koper als dat van het klein koper omvat. Deze indeling wordt meestal ook aangehouden in muziekstukken, het klein koper heeft meestal de melodie of tegenmelodie en het groot koper de tegenmelodie of begeleiding. Het klein koper kan ook de begeleiding hebben, maar dit is vooral bij de bugels vanwege hun ronde klank, alsmede de melodie bij het groot koper meestal in de bariton/eufoniumpartijen te vinden is.